# Pearse Park
Pearse Park è uno stadio irlandese, situato a Longford, capoluogo dell'omonima contea.
Vanta una capienza di ben 18000 posti e, sul suo campo, si disputano la maggior parte degli incontri casalinghe delle rappresentative della contea di calcio gaelico e hurling.